# Ochthebius exaratus
Ochthebius exaratus es una especie de escarabajo del género Ochthebius, familia Hydraenidae. Fue descrita científicamente por Mulsant en 1844.
Se distribuye por la costa oeste de Europa hasta el mar del Norte. Mide 1-1,2 milímetros de longitud. Vive en ambientes con presencia de gran cantidad de sales (halófilo).